# Viktorie Židová
Viktorie Terezie Židová (9. června 1792 Červená Hora – 17. října 1868 Červená Hora) byla podkrkonošská žebračka, která inspirovala spisovatelku Boženu Němcovou k napsání postavy Viktorky ve svém románu Babička.

## Život
Viktorie se narodila 9. června 1792 Antonínu Židovi a Anně rozené Lelkové v Červené Hoře, v domě s čp. 4. Měla dva sourozence. Do školy chodila ve Slatině nad Úpou. Údajně byla velmi krásná a měla mnoho nápadníků, ale Viktorka žádného nechtěla, ačkoli se ráda chodila bavit na tancovačky.
Kolem roku 1812 sloužila u sedláka Antonína Šimka v Žernově. V Žernově, Červené Hoře a okolních obcích se v té době ubytovali vojáci. Jeden voják prý za Viktorkou začal chodit. Všude kam šla ji následoval jako stín. Viktorie se vojákovi nebránila a často se s ním scházela. Později utekla na statek do Olešnice, kam byla provdána její sestra, a kam šla, aby vyhledala svého vojáka. Dále se přesunula do Josefova, odkud ji z kasáren údajně důtkami vyhnal jakýsi profous. Podle žernovské kroniky se zamilovaná dívka ještě nějakou dobu toulala s plukem. Když se však vrátila domů, už to byla zlomená, smutná a bláznivá žena. Dokazuje to zápisek z žernovské kroniky, kde stojí: „Z ďoučete plného života stala se dívkou pomatenou, jež jako padlá nepřišla nikdy do rodné chalupy. Putovala bez cíle lesem. Zdržovala se hlavně pod Bílým kopcem, v zalesněné stráni, které se říkalo Dubina. Často k Úpě a zejména k ratibořickému splavu.” Viktorie se tedy toulala okolím a obstarávala si jídlo žebrotou.
Po návratu z kasáren měla údajně porodit dítě, což není zcela prokázáno. Dle různých zdrojů měla dítě pohodit do splavy nebo rokle. O dítěti se však nezmiňuje žádná kronika. Záznam je až o dalším dítěti, které Viktorie porodila 14. srpna 1834, když jí bylo 42 let. Dokazuje to černohorská matriční kniha. Dítě dostalo jméno Jan, a jelikož se o něj rodička nemohla starat, bylo jí odebráno a brzy zemřelo.
Viktorie se dál toulala krajem. Jejím domovem se stala jeskyně v Dubině pod Žernovem, kde žila až do října roku 1868. Když jí bylo 76 let, našel ji zde zcela vyčerpanou majitel pozemku a starosta Zlíče, Josef Kaněra. Jelikož se Kaněra bál, že jí bude muset zaplatit pohřeb, převezl ji do rodné Červené Hory, kde 18. října 1868 zemřela.
Viktorie Terezie Židová byla pochována na obecní útraty na místním hřbitově do společného hrobu chudých. Hřbitov v dnešní době již neexistuje a je nahrazen novým, a tak ostatky chudých včetně Židové byly převezeny do místní kostnice. Osud Viktorky připomíná stejnojmenná postava románu Babička od Boženy Němcové.

## Zajímavosti
- O mnoho let později patřil statek Antonína Šimka, kde Viktorie sloužila, rodině Čapků; žil tu i otec slavných Karla a Josefa Čapkových.[6]
- V Červeném Kostelci se nachází Viktorčin symbolický hrob.
- Židová přežila Němcovou o šest let.

## Film
- Roli Viktorky v němém filmu Babička z roku 1921 zahrála Anna Brabcová-Vaicová.[7]
- Roku 1935 byl natočen film Babička, v němž Viktorku hrála Jarmila Beránková; film nebyl dokončen.[8]
- V Babičce z roku 1940 se role Viktorky ujala Jiřina Štěpničková.[9]
- V dvoudílném filmu z roku 1971 a 1972 hrála Viktorku Libuše Geprtová.[10]